# 王素君
王素君（1933年—），女，河南开封人，中国豫剧表演艺术家，一级演员。她五岁进入许昌“二油梆”戏班学戏，七岁登台献艺，攻旦行，又是豫剧文小生泰斗，曾是豫剧舞台上少有的“生旦两门抱”的全才演员。和常年合作的豫剧艺术家王敬先、王秀兰并称为“汴京三王”。